# Marjaniwka (Lubny)
Marjaniwka (ukrainisch Мар'янівка; russisch Марьяновка Marjanowka) ist ein Dorf im Nordwesten der ukrainischen Oblast Poltawa mit etwa 540 Einwohnern (2001).

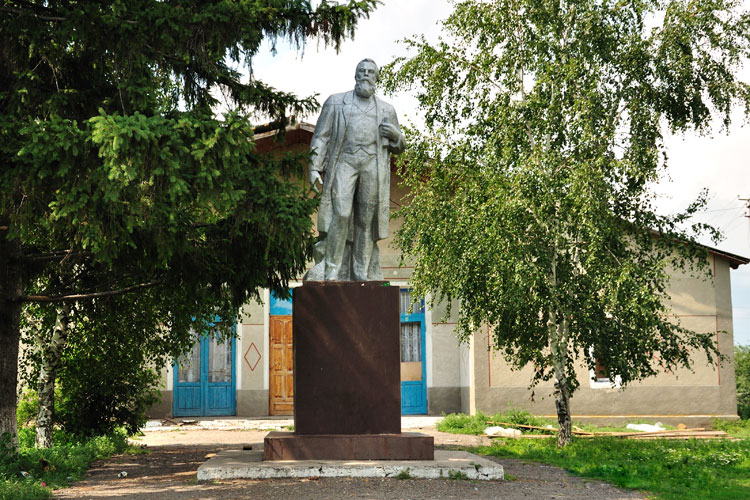
Friedrich-Engels-Denkmal in Marjaniwka

Das früher unter dem Namen Ubjeschyschtsche (Убіжище) bekannte Dorf wurde wohl in den späten 1740er Jahren gegründet und liegt an der Grenze zur Oblast Tscherkassy am rechten Ufer der Hnyla Orschyzja (Гнила Оржиця, zu deutsch etwa „modrige Orschyzja“), einem 98 km langen, linken Nebenfluss der Orschyzja (Оржиця), 14 km nordwestlich vom Gemeinde- und ehemaligen Rajonzentrum Hrebinka, 200 km nordwestlich vom Oblastzentrum Poltawa und 145 km östlich von Kiew.

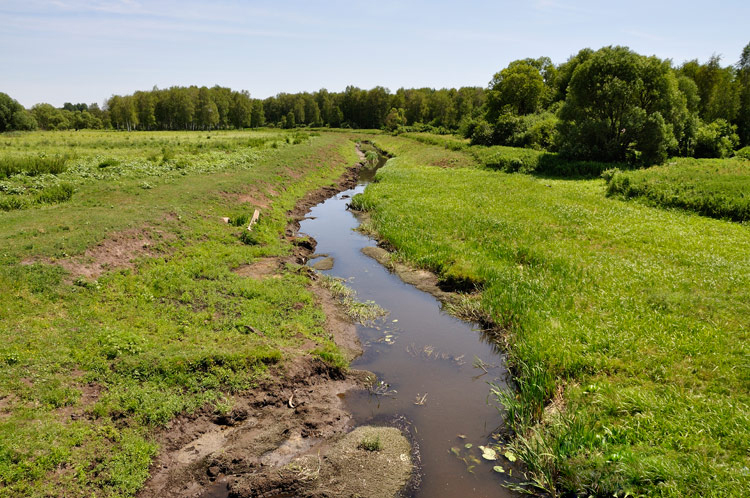
Die Hnyla Orschyzja bei Marjaniwka

Im Dorf gibt es ein Friedrich-Engels- und ein Jewhen-Hrebinka-Denkmal. Südlich der Ortschaft, bereits in der Oblast Tscherkassy liegend, befindet sich an der Bahnstrecke Kiew–Poltawa der Bahnhof Marjaniwka.
Durch die Ortschaft verläuft die Territorialstraße T–17–01.
Am 31. März 2017 wurde das Dorf ein Teil der neugegründeten Stadtgemeinde Hrebinka, bis dahin bildete es zusammen mit dem Dorf Nowodar (Новодар) die gleichnamige Landratsgemeinde Marjaniwka (Мар'янівська сільська рада/Marjaniwska silska rada) im Westen des Rajons Hrebinka.
Am 17. Juli 2020 kam es im Zuge einer großen Rajonsreform zum Anschluss des Rajonsgebietes an den Rajon Lubny.

## Söhne und Töchter der Ortschaft
- Jewhen Hrebinka (1812–1848)[3] ukrainischer Schriftsteller und Dichter